# Antonella
Antonella est un prénom féminin italien.

## Variantes et diminutifs
Ce prénom a pour variantes : Antonello, Antonin, Antonio, Antoine, Antoinette, et pour diminutifs : Anto, Nella. 

## Personnalités portant ce prénom
- Pour l'ensemble des articles sur les personnes portant ce prénom, consulter :
  - la liste des articles dont le titre commence par ce prénom
  - les listes produites par Wikidata : Liste des personnes de prénom « Antonella » — même liste en incluant les éventuels prénoms composés qui contiennent « Antonella ».

Le prénom Antonella est notamment porté par :
- Antonella Clerici ;
- Antonella Lualdi ;
- Antonella Lama ;
- Antonella Ruggiero .